# Poggiabacchette

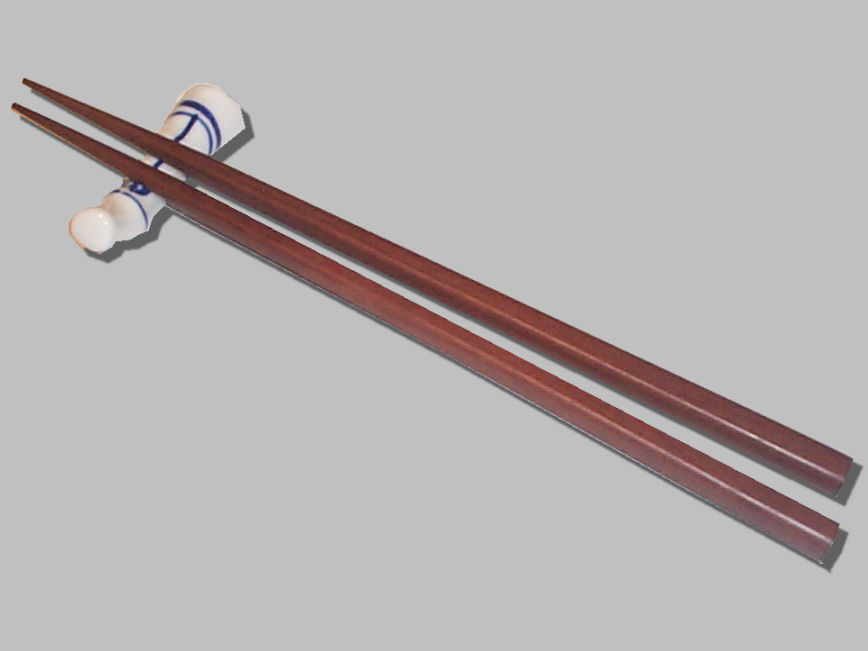
Bacchette appoggiate su uno hashioki

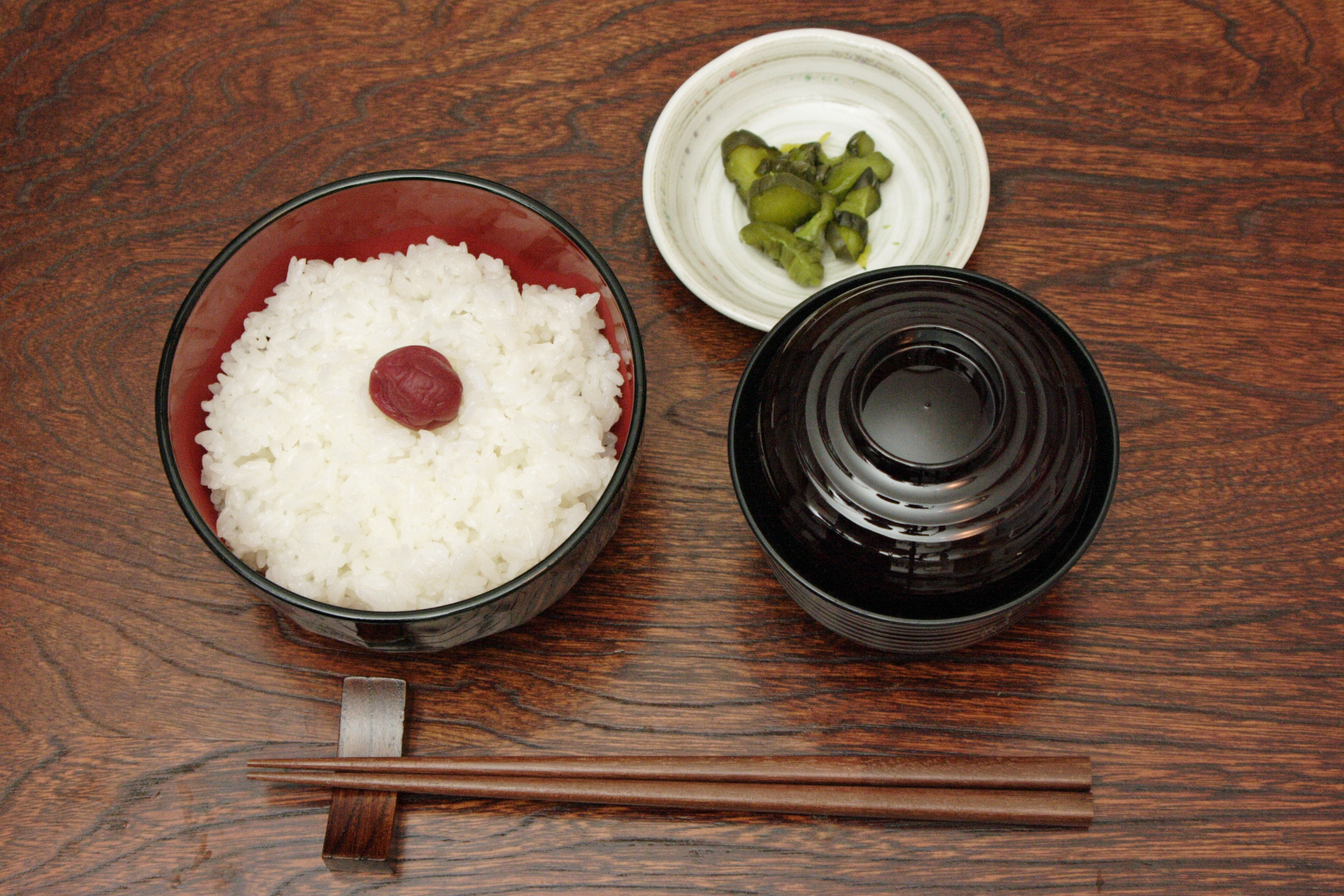
Composizione tipica di un coperto giapponese

Un poggiabacchette (in cinese 筷枕S, kuàizhěnP, in coreano 수저받침?, sujeobatchimLR, in giapponese 箸置き?, hashioki) è un sostegno per le bacchette per il cibo, usato tradizionalmente nella cucina dell'Estremo Oriente. Impedisce al tempo stesso alle bacchette di contaminarsi e di rotolare sulla tavola.

## Produzione
Sono prodotti solitamente in materiali diversi come legno, ceramica, vetro, e quelli più esclusivi anche in giada. Esistono inoltre modi ingegnosi di fabbricarli mediante ritagli di carta, alla maniera degli origami.

## Disposizione sulla tavola (coperto)
In Giappone, i poggiabacchette si adoperano nell'apparecchiatura delle cene formali e si collocano di fronte e a sinistra della ciotola. Le bacchette si collocano parallelamente al bordo della tavola con le punte rivolte a sinistra.